# Ichnusa
Az Ichnusa egy olasz sör, amely Szardínia szigetéről származik. Neve a sziget görög nevének (Υκνούσσα) latin változatából ered.

## Története
Az Ichnusa sör 1912-ben jött létre, de a különböző források különbözőképpen írják le az alapítás történetét. Az egyik szerint Amsicora Capra nyitotta meg az első sörfőzdét Cagliariban, a másik szerint Giovanni Giorgetti alapította a Birraria Ichnusát, amely egy évvel később került Capra Vinalcool nevű cégéhez. Annyi biztos, hogy az addig a borászat területén tevékenykedő Capra a filoxéra szardíniai elterjedése miatt kezdett el 1911-ben a sörrel foglalkozni.
A főzde működését a második világháború idején le kellett állítani, de 1945-ben újraindult. 1963-ban indult az a terv, amely négy évvel később a közeli, ásványvizekben gazdag Asseminiben vezetett új telep nyitásához, ahol Olaszországban elsőként alkalmaztak függőleges, kúpos aljú hengeres erjesztőtartályokat. 1981-re elérték az évi 400 000 hektoliteres termelt mennyiséget, öt év múlva pedig a céget felvásárolta a Heineken (akkor a Birra Dreher S.p.A. nevű társaság neve alatt). 2002-ben az alapítás 90. évfordulójának alkalmából megjelent az Ichnusa Speciale nevű, 5,6% alkoholt tartalmazó különleges kiadás, 2012-ben pedig, a századik évfordulón, a szűretlen változat. Ugyanekkor megjelent az üzletekben egy olyan sorozat is, amelynek létrehozásakor a régi idők sörösüvegcímkéiből válogattak.
Az Ichnusa ismertsége külföldön is egyre nőtt, két egymást követő alkalommal elnyerte a brüsszeli, sörök minőségét és ízét díjazó nemzetközi szervezet, a Taste & Quality Institute díját, a speciális kiadás pedig a maximális, háromcsillagos minősítést érdemelte ki a zsűritől. Rövid ideig létezett a Spirtu nevű, mirtusszal ízesített változat is, de ez nem hozta el a várt sikert, ezért gyártását egy év múlva beszüntették. 2008-ra a termelés évi 650 000 hektoliterre nőtt, a gyár alkalmazottainak száma elérte a 90 főt.

## Típusai

### Ichnusa
Az „eredeti” változat alsó erjesztésű, aranysárga színű, enyhén keserű, komlós ízű, könnyű, tiszta, mérsékelten habzó. Alkoholtartalma 4,7%, extrakttartalma 10,6%. Fogyasztása 3 °C-on ajánlott. 0,2, 0,33 és 0,66 literes üvegben, valamint 0,33 és 0,5 literes dobozban kapható.

### Ichnusa cruda
A „nyersnek”, „durvának” nevezett változat tulajdonságai nagyrészt megegyeznek az eredeti típussal, de ez a sör pasztőrözetlen, alkoholtartalma 4,9%, extrakttartalma pedig 11,2%. Kétféle üvegben, 0,33 és 0,66 literesben árusítják.

### Ichnusa limone
A citromos ízesítésű Ichnusa radler 2% alkoholt tartalmaz, citromaromája mellett a komló kesernyéssége is érződik. Színe szalmasárga, kevéssé testes, fogyasztását 3–5 °C-on ajánlják.

## Képek

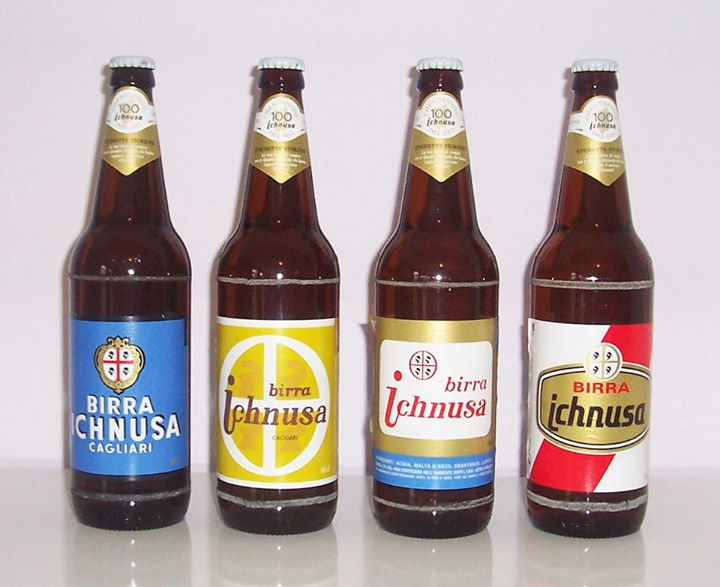
Régi címkék
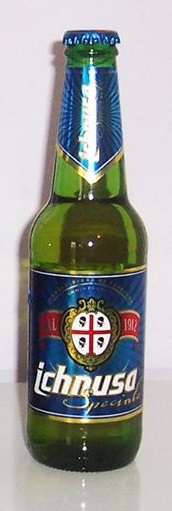
Speciális kiadás
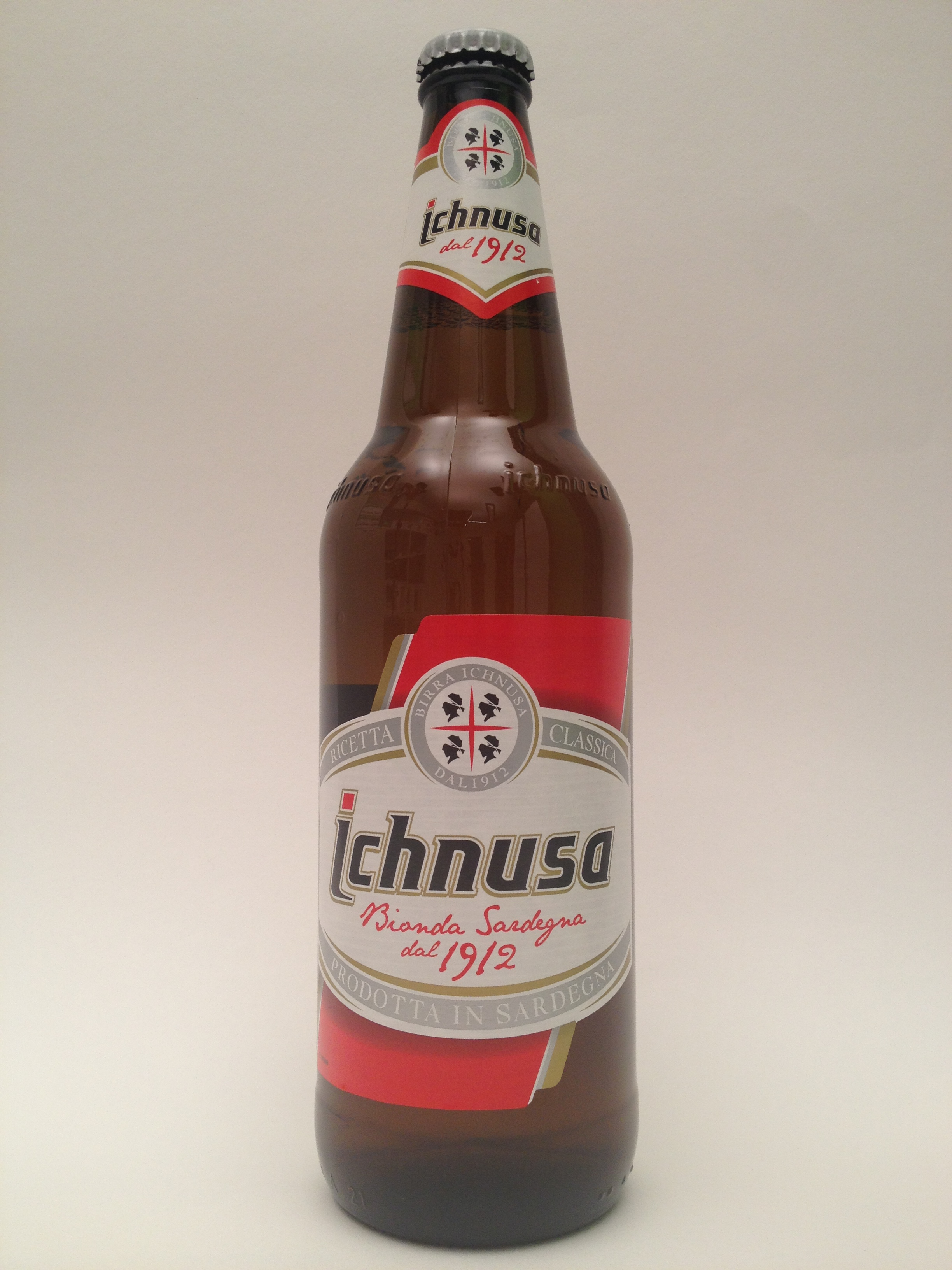
0,66 literes üveg